# President del Kazakhstan
El President del Kazakhstan és el cap d'estat de la República del Kazakhstan. El president és escollit cada quatre anys per sufragi universal. La llei regula la possibilitat d'optar a la reelecció una única vegada però la peculiar evolució de les institucions del país, des del seu accés a la independència el 1991, ha permès, per diversos subterfugis, la permanència en el càrrec de Nursultan Nazarbàiev, qui ja era anteriorment president de la República Socialista Soviètica del Kazakhstan. El 18 de maig de 2007 va ésser investit com a president vitalici amb permís per a presentar-se contínuament a les eleccions però aquesta excepció només es pot aplicar a la seva persona.
Des del 20 de març del 2019 el president del Kazakhstan és Qasym-Jomart Toqaev.

## Llista de Presidents
| Núm. |                       | Nom                          | Inici                  | Fi                 | Partit   | Observacions                                              |
| 1.   | Nursultan Nazarbayev  | Nursultan Abixulí Nazarbàiev | 16 de desembre de 1991 | 20 de març de 2019 | Nur-Otan | Des de la independència. Nomenat a títol vitalici (2007). |
| 2.   | Kassym-Jomart Tokayev | Qasym-Jomart Toqaev          | 20 de març de 2019     | en actiu           | Nur-Otan | Interí                                                    |